# Halticoperla gibbsi
Halticoperla gibbsi är en bäcksländeart som beskrevs av Mclellan 1991. Halticoperla gibbsi ingår i släktet Halticoperla och familjen Notonemouridae. Inga underarter finns listade i Catalogue of Life.